# Albert von Ingersleben
Albert Ernst August Ferdinand von Ingersleben (* 1. März 1805 in Seehausen; † 17. Mai 1891 in Wiesbaden) war ein preußischer Generalleutnant und Kommandant von Königsberg.

## Leben

### Herkunft
Albert war ein Sohn des preußischen Generalmajors Kasimir von Ingersleben (1778–1848) und dessen Ehefrau Karoline, geborene von Unruh (1774–1862), eine Tochter des Generalleutnants Karl Philipp von Unruh.

### Militärkarriere
Ingersleben besuchte das Berliner Kadettenhaus, wurde am 13. Oktober 1822 als Sekondeleutnant dem Kaiser Alexander Grenadier-Regiment der Preußischen Armee aggregiert und am 16. August 1823 einrangiert. Von 1826 bis 1829 war er zur weiteren Ausbildung an die Allgemeine Kriegsschule sowie 1833/34 zur Garde-Artillerie-Brigade und 1834/37 zum Topographischen Büro kommandiert. Bis Mitte August 1842 stieg Ingersleben zum Hauptmann und Kompaniechef auf. Während der revolutionären Unruhen nahm er im März 1848 an der Niederschlagung der Straßenkämpfe in Berlin teil. Am 12. Juli 1849 wurde er als Major in das 31. Infanterie-Regiment versetzt. Daran schloss sich ab dem 11. Februar 1854 eine Verwendung als Kommandeur des II. Bataillons im 27. Landwehr-Regiment in Halle (Saale) an. Am 12. Juli 1858 wurde er zum Oberstleutnant befördert. Am 7. Januar 1858 kam er als Kommandeur in das 13. Infanterie-Regiment und wurde am 22. November 1858 zum Oberst befördert. Unter Stellung à la suite wurde Ingersleben am 24. Juli 1861 zum Kommandeur der 23. Infanterie-Brigade sowie am 18. Oktober 1861 aus Anlass der Krönungsfeierlichkeiten von König Wilhelm I. zum Generalmajor befördert. Am 17. Oktober 1864 erfolgte seine Versetzung als Kommandant nach Königsberg. In dieser Stellung avancierte er am 18. Juni 1865 zum Generalleutnant, bevor er am 9. April 1867 unter Verleihung des Sterns zum Roten Adlerorden II. Klasse mit Eichenlaub mit Pension zur Disposition gestellt wurde.
Ingersleben war Ehrenritter des Johanniterordens und verstarb am 17. Mai 1891 in Wiesbaden.
Sein Kompaniechef schrieb 1847 in seiner Beurteilung: „Verbindet mit einem moralischen Lebenswandel großen Eifer für den Dienst, welchen er mit Umsicht und Besonnenheit sowie mit Ausdauer und Emsigkeit ausübt. Hält genau auf Ordnung und Pünktlichkeit und eignet sich zur Beförderung in seiner Tour.“

### Familie
Er heiratete am 28. Mai 1841 in Kulm Emilie von Loga (1822–1871), die als Romanschriftstellerin unter dem Pseudonym „Emmy von Rothenfels“ publizierte. Sie war eine Tochter des Kreisrates und Gutsbesitzers Ludwig Franz von Loga. Nach ihrem Tod heiratete er am 2. September 1875 in Wiesbaden Olga von Bentheim (* 1849).